# 나카야마칸논역
나카야마칸논역(일본어: 中山観音駅, なかやまかんのんえき)은 일본 효고현 다카라즈카시에 있는 한큐 전철 다카라즈카 본선의 역이다. 역 번호는 HK-53이다.
순산기원으로 알려진 나카야마데라의 문 앞에 위치하고 있다. 또한, 나카야마다이 뉴타운(나카야마사쿠라다이・나카야마사쓰키다이) 입구 역이기도 하다.

## 역사
- 1910년 3월 10일: 미노오아리마 전기궤도(후, 한큐 전철의 개통과 동시에 나카야마데라역(일본어: 中山寺駅, なかやまでらえき)으로 개업.
- 시기 불명: 나카야마역(일본어: 中山駅, なかやまえき)으로 역명 변경.
- 1960년: 지하 역사 완성.
- 1981년: 지하 역사 개찰구 부분을 약 20m 동쪽으로 이동하여 개축.
- 1983년 6월 20일: 지하 역사화.
- 2013년 12월 21일: 나카야마칸논역으로의 변경과 동시에 역 번호가 도입되면서 번호는 HK-53이 부여됨.

## 역 구조
상대식 승강장 2면 2선의 지상역이다. 분기기, 절대 신호를 갖지 않아 정류장으로 분류된다. 개찰 및 대합실은 다카라즈카 방향의 지하에 있으며, 우메다 방면 승강장의 다카라즈카 방향에는 지상 개찰도 있다.
역 서쪽에 자유 통로가 설치되어 있다. 이는 1981년 개축 전까지 사용하던 옛 개찰의 흔적이다.

### 승강장
| 번호 | 노선              | 방향 | 행선                                                      |
| ---- | ----------------- | ---- | --------------------------------------------------------- |
| 남측 | ■ 다카라즈카 본선 | 하행 | 다카라즈카・고베・니시노미야키타구치・니가와・이마즈 방면 |
| 북측 | ■ 다카라즈카 본선 | 상행 | 오사카 (우메다)・주소・미노오・ 교토・기타센리 방면       |

## 역 주변
역 주변은 주택지와 뉴타운이 펼쳐진다.
- 나카야마데라(나카야마칸논)
- 다카라즈카 나카스지 우체국
- 국도 제176호선
- 다이에 다카라즈카 나카야마점
- 후쿠치야마 선(JR 다카라즈카 선) 나카야마데라역 - 남동쪽으로 600m.
- 미쓰비시도쿄UFJ은행 다카라즈카 나카야마 지점
- 미쓰이 스미토모 은행 다카라즈카 지점 다카라즈카 나카야마 출장소(SMBC 다카라즈카 나카야마 컨설팅 사무실)

## 사진

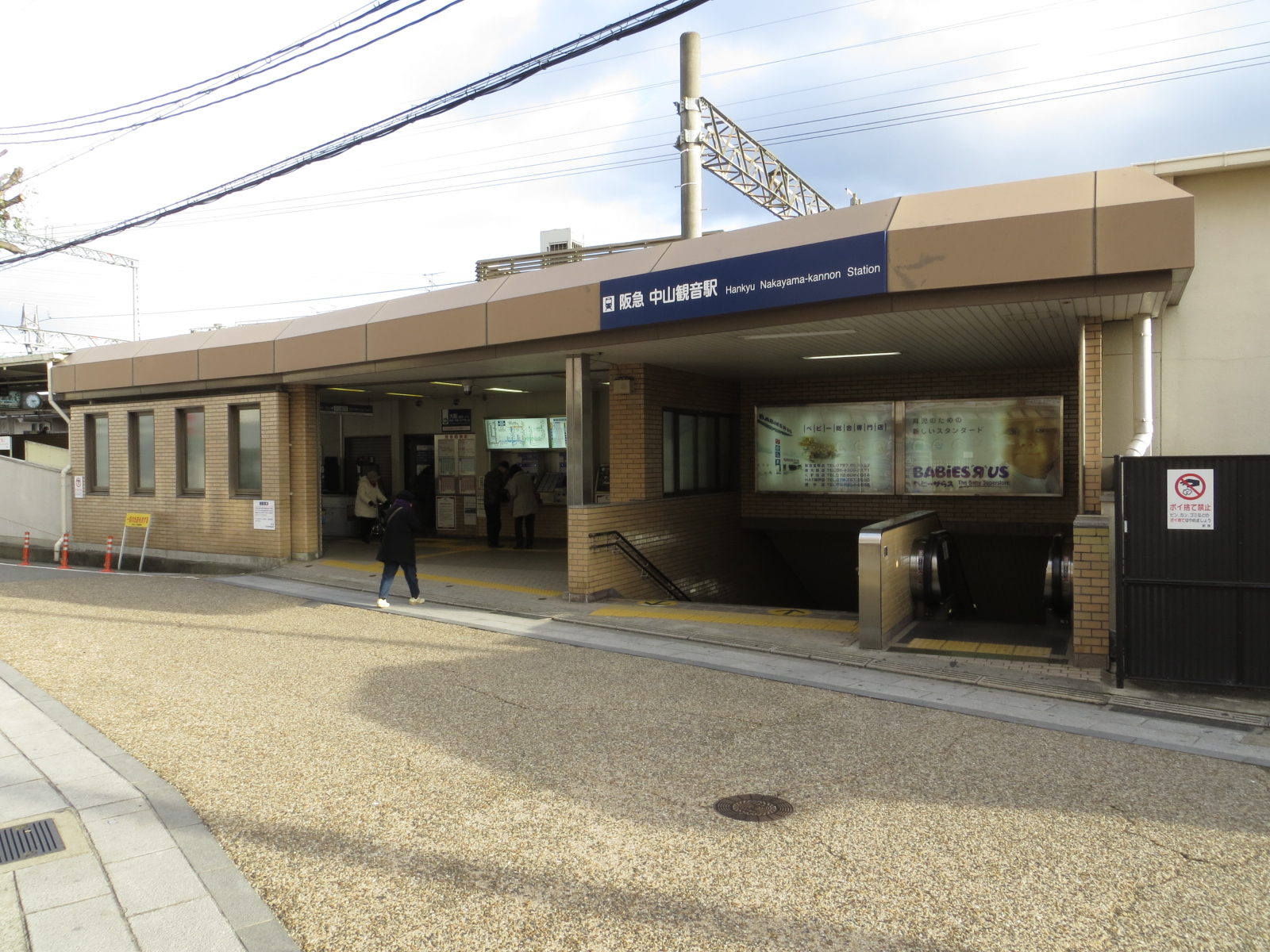
북쪽 출입구
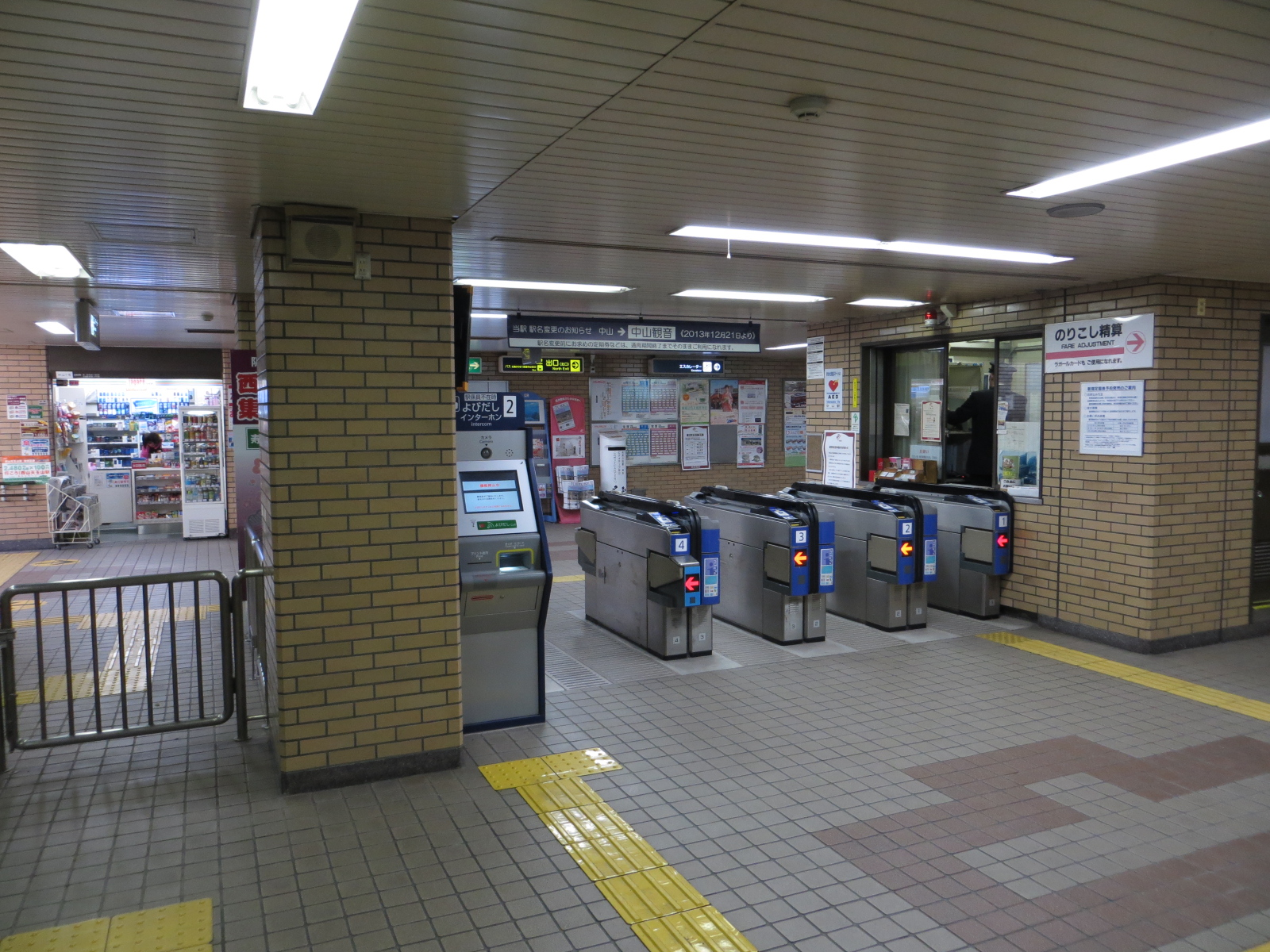
개찰구
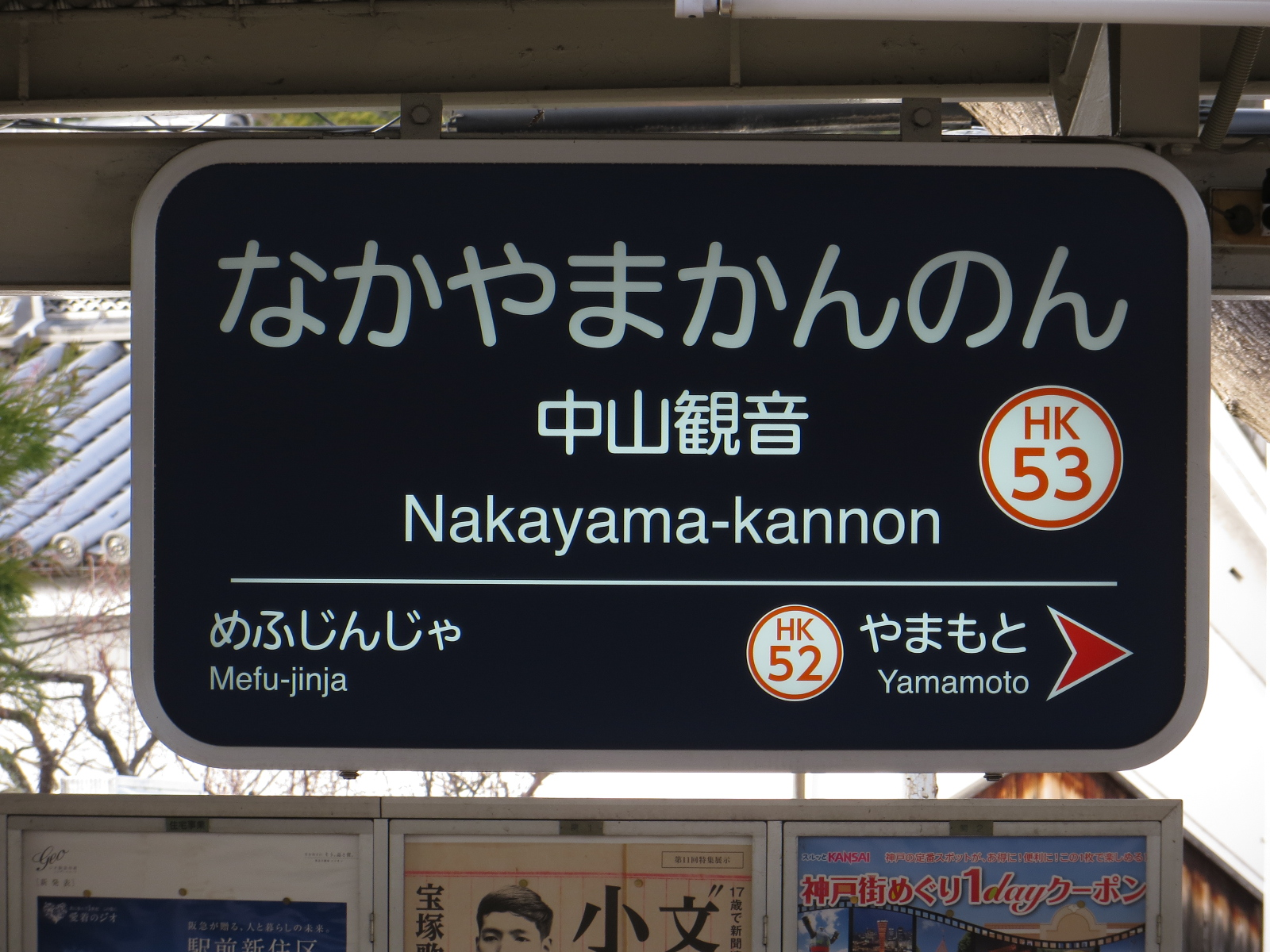
역명판

## 인접역
| 한큐 전철 ■ 다카라즈카 본선 | 한큐 전철 ■ 다카라즈카 본선 | 한큐 전철 ■ 다카라즈카 본선    |
| --------------------------- | --------------------------- | ------------------------------ |
| HK-52 야마모토 우메다 방면  | ■ 급행 ■ 준급 ■ 보통        | 메후진자 HK-54 다카라즈카 방면 |